# 哈森与加米拉
《哈森与加米拉》是首部中国新疆少数民族题材电影，也是中国首部反映哈萨克族生活的黑白故事片，《哈森与加米拉》由上海电影制片厂摄制、出品，中国电影发行公司发行，由王玉胡、布哈拉·提西汗巴衣编剧，吴永刚导演，阿部莱、范丽达领衔主演。讲述的是哈萨克族青年哈森与加米拉在面对困苦的社会历史环境下，对爱情执着追求的故事。电影用哈萨克语拍摄，被誉为“新疆的白毛女”“新时代的罗米欧与朱丽叶”。
《哈森与加米拉》获得中国文化部1949年-1955年度优秀影片奖故事片三等奖和第一届全国少数民族题材电影艺术“骏马奖”故事片纪念奖。

## 拍摄制作

### 剧本创作
本剧编剧是军旅作家王玉胡，1950年代初期王玉胡以哈萨克族生活为题材先后创作话剧《哈萨克人》以及小说《北塔山风云》《阿合买提和帕格牙》。小说《阿合买提和巴格牙》先后在报纸《新疆日报》和期刊《新观察》上发表和连载，并获好评。因此生活·读书·新知三联书店于1952年出版了《阿合买提与帕格牙》单行本。受到读者喜爱的《阿合买提与帕格牙》引起了北京、上海一些电影人的注意，他们建议中央人民政府文化部电影局将其改编为电影剧本。接受了这个建议后，文化部副部长周扬向中共中央新疆分局书记王震转达将《阿合买提与帕格牙》改编为电影的意见。1952年冬季，电影导演吴永刚前往乌鲁木齐市，与王玉胡与哈萨克族作家布哈拉·提西汗巴衣会面，开始将小说改编为剧本。1953年，电影剧本重新命名为《哈森与加米拉》，并发表于期刊《人民文学》上。

### 电影拍摄
在电影剧本获得关注后，电影局决定将其搬上大银幕。因彼时新疆无影视制作机构，上海电影制片厂接受了电影《哈森与加米拉》的拍摄任务。为拍摄电影，导演吴永刚和摄制组筹备小组又于1953年7月前往北疆牧区与哈萨克族生活在一起，体验生活和确定外景拍摄地点。《哈森与加米拉》的演员主要由哈萨克族扮演，主角哈森的扮演者阿部莱本是学生，后被选派到文工团，主角加米拉扮演者范丽达本是翻译。因两人不谙表演，吴永刚专门对主演二人进行培训，培训包括电影发展、演技知识等方面。又根据哈萨克族生活习惯，进行表演实习。
1954年6月，电影正式开机拍摄。除使用哈萨克族演员外，《哈森与加米拉》用哈萨克语全程拍摄。夏季的阴雨给电影拍摄带来相当困难，一些场景由于天气耽误十余次。直至8月，外景摄制结束。摄制组返回上海拍摄内景，电影直至1955年3月完成哈萨克语版的拍摄，电影从选景到拍摄完成历时近3年，是十七年拍摄的电影中花费时间较多的电影。

## 剧情简介
哈萨克族青年哈森（阿部莱 饰）和加米拉（范丽达 饰）是一对相爱的情侣。然而因为牧主居努斯（巴牙洪 饰）的儿子也喜欢上了加米拉，所以牧主儿子强娶了加米拉，且仗势赶走哈森父子。加米拉在牧民色立克（泽根 饰）的帮助下和哈森一起逃离部落。逃离部落的二人开始风餐露宿的生活，二人躲躲藏藏，并在一处山洞中度过了冬天。来年春天，他们的孩子“玛合拜特”（爱情）出世。
但艰苦且幸福的时光并不长久，中国国民党军官（徐坦 饰）在新疆为了实施“以夷制夷”的策略，借助居努斯之手巩固统治，所以四处派兵搜查哈森二人。哈森与加米拉最终被抓入国民党监牢，他们的孩子被弃置在草原上而死去。心念加米拉的哈森参与了监狱暴动，并乘机逃出了监狱。成功逃出监狱的哈森加入了三区革命根据地的民族军，后被编入中国人民解放军。在新疆和平解放时，哈森随军解放了自己的家乡，最终救出了加米拉。

## 上映影响
1955年8月1日，《哈森与加米拉》在乌鲁木齐市首映，因正值古尔邦节，在上映前一天电影院售出超过2.2万张电影票。《哈森与加米拉》共拷贝64个，放映1.2万余场，观众今630万人次，观影人次超过彼时在中国大陆风靡的印度电影《流浪者》。除在中国大陆上映外，《哈森与加米拉》还在印度、东欧国家等地放映。
《哈森与加米拉》是首部新疆少数民族题材影片，上映引发关注后中国开始了拍摄新疆题材影片的热潮，《绿洲凯歌》《冰山上的来客》《天山的红花》等影片相继立项、拍摄、上映。

## 所获奖项
| 奖项                                   | 类别   | 获奖或入围者     | 结果           | 來源  |
| -------------------------------------- | ------ | ---------------- | -------------- | ----- |
| 中国文化部1949年-1955年度优秀影片奖    | 故事片 | 《哈森与加米拉》 | 獲獎（三等奖） | [ 6 ] |
| 第一届全国少数民族题材电影艺术“骏马奖” | 故事片 | 《哈森与加米拉》 | 獲獎（纪念奖） | [ 7 ] |

## 电影特色
《哈森与加米拉》的特色之一为展示了哈萨克族的生活环境和民俗，电影主要外景取自哈萨克族长期生活的伊犁河谷地区，电影伊始的当地的骏马、雪峰、毡房体现了电影与当时中国大陆电影主叙事、强调戏剧冲突的不同，而是着重在电影造型塑造。此举影响了之后民族题材电影的开篇。哈萨克族的民俗，包括阿肯弹唱；冬不拉的弹奏；哈萨克族服饰；赛马、叼羊、姑娘追等活动；拜火、揭面纱在内的哈萨克族婚礼习俗；哈萨克族的满月礼等从电影开始便一直体现。
十七年时期的中国大陆电影虽存在爱情主题，但爱情往往是政治的陪衬品，以爱情为由头，引出主角先公后私的品质。而《哈森与加米拉》中的爱情是电影的主题，被导演摆在前景突出表现，不再是政治主题的点缀。爱情的场景贯穿电影始终。导演和编剧将爱情关系作为民族自由和解放的象征。
《哈森与加米拉》也有明显的缺点，其叙事模式和情节和当时中国大陆少数民族题材电影雷同，深受由《内蒙春光》修改为《内蒙人民的胜利》事件的影响，沿用其叙事模式。封建势力和国民党军队相互勾结迫害青年男女、牧主政治上的摇摆等都是当时中国大陆少数民族题材电影的套路叙述，并无新意。

## 衍生作品
《哈森与加米拉》的电影剧本曾多次出版。1954年，艺术出版社出版了电影剧本《哈森与加米拉》。1979年，新疆人民出版社出版电影剧本《向导》，书内收录了《哈森与加米拉》的电影剧本。除电影剧本，上海人民美术出版社于2014年出版连环画《哈森与加米拉》，连环画由董子畏改编，钱小凡、萧正绘画。《哈森与加米拉》的原著小说《阿合买提和帕格牙》除单行本外，人民美术出版社也出版了《阿合买提与帕格牙》的连环画，由杨春峰改编，金伟展、李乃平绘画。